# Orden der Lilie und des Adlers
Der Orden der Lilie und des Adlers (O.L.A.) ist eine unabhängige, geistige, esoterische Bewegung. Die Vision des O.L.A. ist es, die Liebe und Gegenseitigkeit in der Menschheit zu etablieren.
Der O.L.A. wurde am 6. Januarjul. / 19. Januar 1915greg. von Maria Routchine-Dupré mit dem Beistand von Demetrius Plato Semelas, beide Meister-Rosenkreuzer der Orientalischen Tradition, in Kairo, Ägypten gegründet.
Nach Maria Routchine Duprés Tod 1918 in Paris nahm Semelas die Führung des Ordens an und am 23. Oktober 1919 gründete er ihn in der bis heute bestehenden Form neu.

## Die Gründer

### Maria Routchine-Dupré
Maria Routchine wurde am 25. November 1883 in Odessa, Russland, geboren. Als sie noch ein Kind war, wanderte ihre Familie nach Paris ein. Sehr jung noch, bekundete sie ihre Liebe zur Menschheit und besonders zur sozial unterdrückten Frau ihrer Zeit. 1907 heiratete sie den Franzosen Eugen Dupré, Ingenieur/Zeichner, und bekam drei Kinder.
1910 traf das Ehepaar Dupré in Kairo Demetrius Semelas, Erbe und Nachfolger der Orientalischen rosenkreuzerischen Tradition (Brüder des Orients), mit dem es eine tiefstgeistige Verbundenheit bekam.
Unter einer speziellen initiatorischen Bildung enthüllte Maria Routchine-Dupré stufenweise die höheren Aspekte ihrer Geistigkeit. Sie konzipierte und übermittelte eine neue und originelle Lehre zur moralischen Wiedergeburt des Menschen und der Menschheit.
Obwohl die Rosenkreuzer keine Frauen in ihrem Orden annahmen, wurde Maria Routchine-Dupré wegen ihrer hohen Spiritualität von ihnen ausnahmsweise akzeptiert und 1913 in die letzte übriggebliebene Branche der Brüder des Orients, der „Brüder der Wahrheit“, in Athen eingeweiht.
1915 gründete sie in Kairo im Beisein von folgenden drei Zeugen den Orden der Lilie und des Adlers: Antonios Hatziapostolou, Nikolaos Kontaros und Georgios Agathos, alle griechischer Herkunft. Zusammen mit Eugene Dupré waren sie die ersten vier regionalen Gouverneure (Große Komture) des O.L.A.
Gleich danach kehrte Maria Routchine-Dupré nach Paris zurück, wo sie ihren sich in Paris und Kairo befindlichen Schülern inspirierte Lehren übermittelte. Am 30. Januar 1918 starb sie im Tenon-Krankenhaus, Paris, im Alter von 34 Jahren.

### Demetrius Plato Semelas
Demetrius Plato Semelas wurde am 2. Maijul. / 14. Mai 1884greg. in Sylivria, Thrakien, geboren. Er ging von der Französischen Schule ab und studierte in der Französischen Handelsschule von Konstantinopel. Gleich danach (1900) fuhr er nach Ägypten, um zu arbeiten. Im Alter von 19 Jahren fuhr er nach Athen, um Medizin zu studieren. Da heiratete er Sofia Plyta, von der er einen Sohn namens Plato (1910) bekam.
Während seines Aufenthalts in Athen wurde er angeleitet, mittelalterliche  tempelritterliche Manuskripte zu entdecken, die ihm seine besondere Sendung enthüllten: das Werk der Tempelritter (Templer) aufzuleben, das jenen Manuskripten gemäß ist es: „Die universelle Gesellschaft vom Zusammenschluss der Menschen unter einem Gott und einer Gesellschaft“.
Semelas blieb bis 1909 in Athen, wo er die letzten Rosenkreuzer des Orients namens „Brüder der Wahrheit“ traf, von ihnen eingeweiht wurde und ihre Nachfolge erbte.
1911 kehrte Demetrius Semelas nach Kairo zurück, wo er in den Martinistenorden von Papus eingeweiht wurde, und er gründete die ‘Essener Loge Nr. III‘. Er ergänzte den Ritus des Ordens mit den Riten 2., 3. und 4. Grades, die Papus annahm und immer noch bis heute bei manchen zeitgenössischen Ausdrücken des Martinismus Verwendung haben.
1913 setzte Demetrius Semelas zusammen mit sieben Mitarbeitern den Rat der Verbrüderung ein und etwurf mit ihnen den „Weltkode“, eine inspirierte „Charta“ von Prinzipien und Ideen zu einer weltweiten sozialen Wiedergeburt.
Während seiner Aufenthalt in Frankreich (1915–1924) gab Demetrius Semelas folgende sozialpolitische Zeitschriften heraus: Mediterranée Orientale (1917) und Hellénisme Irrédimée (1919) sowie die initiatorische Magazine: La Force de la Vérité (1918) und EON (1920). Er war auch Mitglied des Oberstrates des Kabalistischen Rosenkreuzer-Ordens (1916), Generaldelegierter des Martinisten-Ordens (1916), Gründungsmitglied der Freundengesellschaft von Louis Claude de Saint Martin (1920).
Ab 1910 arbeitete er eng mit Maria Routchin Dupre zur Gründung, Einsetzung und Ausbreitung des Ordens der Lilie und des Adlers zusammen (1915).
Nach Maria Routchine-Duprés Tod (1918) übernahm Demetrius Semelas als Blankovollmächtiger die Führung des Ordens der Lilie und des Adlers und gestaltete ihn nach dem Wunsch seiner Gründerin neu (23. Oktober 1919).
Fünf Jahre lang arbeitete er für den O.L.A, indem er persönlich seine Schüler ausbildete und den Orden mit originellen und inspirierten Lehren, Vorschriften und Riten bereicherte.
Durch eine schwere chronische Tuberkulose überanstrengt gab er am 6. August 1924 im Sanatorium von Durtol in Frankreich den letzten Hauch von sich, während seine Bestattung am nächsten Tag in der orthodoxen St. Stefan Kirche in Paris durchgeführt wurde.
Er bestimmte mittels schriftliches Testaments als ersten Nachfolger den Eugen Dupré und als zweiten den Georgios Agathos.

## Die Nachfolger

### Eugen Dupré (1924–1945)
Nach Demetrius Semelas Tod (1924) und seinem schriftlichen Testament gemäß wurde die Ordensführung dem Großkomturen Eugen Dupré zugewiesen, der der Ehemann von Maria Routchine, Gründerin des O.L.A., war. Trotz vieler und verschiedener Schwierigkeiten, mit denen Eugen konfrontiert wurde, schaffte er es, die Lehren der Ordensgründer zu sammeln und zu ordnen, indem er aus seinen persönlichen Notizen und Erinnerungen wertvolle und aufschlussreiche Kommentare und Verweise auf ihre mündlichen Lehren hinzufügte.
Er organisierte und erweiterte den Orden, indem er seiner von Anfang an von seinen Gründern visionierten sozialen Dimension und Richtung Nachdruck verlieh.

### Georgios Agathos (1945–1958)
Nach Eugen Duprés Tod im Jahr 1945 wurde die Führung dem schriftlichen Testament von Demetrius Semelas gemäß dem Großkomturen Georgios Agathos zugewiesen. Georgios verlieh der noch größeren praktischen Lehrenanwendung Nachdruck, während er nach den Bedürfnissen seiner Epoche den Orden umstrukturierte und die Lehren der Ordensgründer mit aufschlussreichen Kommentaren noch mehr aufklärte. 1958 starb er in Athen, nachdem er als seinen Nachfolger Vassilios Gouletas und Madeleine Weill aus Frankreich als die weibliche Mit-Führerin des Ordens benannt hatte.

### Die Fortsetzer des Werkes (1958 bis heute)
Während der jüngsten Geschichte des Ordens (ab 1960) spaltete eine Reihe von Meinungsverschiedenheiten über die geistige Orientierung des Ordens sowohl die Führung als auch seine Mitglieder. Außer der regelmäßigen Nachfolgelinie (die durch schriftliches Testament des jeweiligen Ordensführers bestimmt wird) existieren heute mindestens noch drei oder vier große Formationen unter dem gleichen Namen und Emblem, aber mit unterschiedlichen Verwaltungen. Seit 2007 sind seitens dieser Formationen offizielle Bemühungen um brüderliche Zusammenarbeit im Gange.

## Vision und Mission
Dem Glauben seiner Gründer gemäß, wird dies verwirklicht durch die drei folgenden Zwecke:
a) die individuelle Unterweisung von jedem Ordensmitglied, damit es eine freie und unabhängige Persönlichkeit schafft.
Nach seinen Gründern ist diese Persönlichkeit (es ist nicht die berühmte Persönlichkeit gemeint) das einzige Mittel, das der Person ermöglicht, sich gegen diejenigen Einflüsse und den Druck seiner sowohl natürlichen Umwelt als auch seiner sozialen Umgebung zu verteidigen, die sie desorganisiert, desorientiert und entfremdet.
Genau diese Persönlichkeit ist das Mittel, mit dem der Mensch die Welt mit seinem eigenen klaren Blick durchschauen kann. Indem der Mensch seine Persönlichkeit vervollkommnet, kann er selbst einen Anteil an der wirklichen sozialen Wiedergeburt sowohl beanspruchen als auch seinesgleichen bieten.
b) die Durchführung der physischen, seelischen und geistigen Nächstenliebe zu allen Leidenden.
Der Einsatz der echten und vollständigen Nächstenliebe trägt dazu bei, dass die Helfer ihre Kraft wohltätig ausüben und die Geholfenen ihre Unabhängigkeit und Würde wiedererlangen.
c) die Entwicklung und Ausbreitung eines „Weltkodes“, der auf der Beobachtung und Forschung der Natur und ihrer Gesetze beruht.
Die Menschengesellschaft wird durch die moralische Wiedergeburt ihrer Personen zu dem Zeitpunkt kommen, wo sie eine physische, moralische und vernünftige Organisation suchen und zuletzt annehmen wird. Nunmehr wird sie kollektiv zur Gesundheit, zum Glück und zum Fortschritt führen.

## Symbole und Embleme

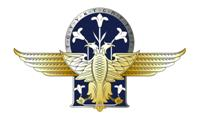
Das Emblem des Ordens

Die Symbole des O.L.A. offenbaren und beschreiben seine Mission. Der Lilie entsprechen die Liebe, die Freundschaft und die Solidarität, während dem zweiköpfigen Adler die Weisheit, die Gerechtigkeit und die Ehrlichkeit (der Gerechtigkeitssinn) entsprechen.
Außer diesem Emblem gibt es auch andere Embleme oder Symbole, die den jeweiligen Umständen entsprechend verwendet werden; so zum Beispiel eine lineare Darstellung von Lilie und Adler.

## Lehren, Ordensregeln und Riten

### Lehre
Neben dem Erbe der alten Rosenkreuzer-Tradition beruht die Initiation im O.L.A. auf den originalen Lehren der beiden Gründer.
Ihre Lehre übermittelt seinen Ordensmitgliedern die Prinzipien zur Entwicklung einer freien und unabhängigen Persönlichkeit, sodass sie bei Anwendung dieser Prinzipien der Ursprung für die Entstehung von Glück und Fortschritt für sich selbst und für ihre Umgebung werden.

### Ordensregeln
Zur Unterstützung der Gemeinschaftlichkeit und Förderung der Gegenseitigkeit unter seinen Mitgliedern stellten die Gründer des O.L.A. eine Satzungscharta (23/10/1919) und Regeln zusammen, damit das kollektive Leben innerhalb des Ordens sowohl hierarchisiert und geschützt bleibt, wie auch Fortschritte macht.

### Riten
Die internen Aufgaben des Ordens gehen mit einem einfachen und den jeweiligen Umständen entsprechenden Ritual einher. Gebet, Anrufung, Meditation, Konzentration, Lernen und der dialektische Gedankenaustausch sind verschiedene Mittel, die bei den Ordensaktivitäten verwendet werden.

## Organisation
Der O.L.A. ist nach dem Vorbild der Ritterorden des Orients organisiert und wird auch so verwaltet. Er verfügt über einen (1) Einführungsrang (Bruder/Schwester) und sieben (7) Ränge des Rittertums. Die ersten drei Ränge des Rittertums (Lehre – Bildung – Arbeit) sind einweihend und die drei letzten sind Ränge, die die interne Verwaltung oder Leitung von sozialen Projekten betreffen. Der siebte Rang gehört zur Führung des Ordens.

## Finanzen
Nach dem Willen seiner Gründer besitzt der Orden kein Vermögen, keine Kasse oder andere Geldmittel, während seine Dienste völlig kostenlos angeboten werden. Alle Ausgaben und Mittel zur Verwirklichung seiner Tätigkeiten werden ausschließlich durch freiwillige Arbeit sowie durch freie Spenden seiner Mitglieder gedeckt.

## Die Äonische Tradition
Die „Äonische Tradition“ ist die neue geistige Botschaft, die die Gründer des O.L.A. an die Menschheit übermittelten.
ÄON ist der Name, der ausgewählt wurde, um den Begriff des Höchsten Wesens, der ursprünglichen Quelle und des Zieles jeder Schöpfung auszurichten.
Das Wort „ÄON“ kommt aus dem altgriechischen „ΩΝ“, das mit dem Zusatz des Buchstaben „E“ „jener, der ewig und unendlich an sich selbst und von sich selbst war, ist, sein wird“ bedeutet.
Der Äonischen Tradition gemäß, dringt ÄON, das Höchste Sein, das rastlose, bewusste und lebende Wesen, ins Nicht-Sein ein, nämlich ins innere und chaotische Dasein gegen das Sein. Das Dasein, das als „erste Schöpfung“ bekannt ist, tauchte als Folge einer absichtlichen Pause der bewussten Bewegungen des Seins in einem Moment der Ewigkeit auf.
Damit das Wesen die Ordnung und Harmonie im Inneren auf diese Weise entstandenen Chaos wiederherstellt, führte es seine zweifache Natur von Liebe-Weisheit vor und drang ins Nicht-Sein ein, um dort den Geist (Geistige Schöpfung oder Zyklus Ouranos) als sein Vertreter im obersten und dem Wesen nächstgelegenen Bereich des Daseins zu erschaffen. Später führten unbegreifliche Wahl und Ereignisse den Geist in den niedrigsten Bereich des Daseins, was zum Erscheinen der Materiellen Schöpfung (Zyklus Kosmos) führte. So erschienen also die Zeit, der Raum und die Form im niedrigsten Bereich der Schöpfung.
Seither läuft die Ordnung und die Entwicklung der materiellen Welt durch die Schritte der Raumzeit ab, indem die unzählbaren Lebensformen des sichtbaren und unsichtbaren Weltalls offenbart werden. Die Abfolge und der Wechsel dieser Formen spiegelt das vernünftige und weise Denken des Höchsten Wesens wider.
Nach der Äonischen Tradition gibt es 7 Geister, die in die Materielle Schöpfung oder in den Zyklus Kosmos eindringen, um den Plänen des Höchsten Wesens zu dienen und das Werk der Schöpfung zu verwirklichen.
Die Menschengestalt – nicht unbedingt wie man daran gewöhnt ist, sie zu unterscheiden und wahrzunehmen – erscheint als letzte innerhalb der Schöpfung und stellt den Höhepunkt der bewussten Aktivität des Höchsten Wesens auf dieser Ebene dar.
Der menschliche Geist als leibhaftiger Geist arbeitet, um sich zu entwickeln, indem er im Einklang mit seiner archetypischen Herkunft und seiner Mission sich selbst erweckt und vervollkommnet. Dieser „alchimistische Übergang“ (= Evolution) ist das Ergebnis der Entwicklung einer freien und unabhängigen Persönlichkeit, die die Erhebung des menschlichen Bewusstseins auf der Ebene seines Ursprungs, seiner Mission und seines Ziels bezeugt.
Das ist das tiefe Bedürfnis und der geistige Vorrang aller Menschen, die andauernd von den bewussten Mächten der geistigen Schöpfung oder des Zyklus Ouranos Hilfe, Schutz und Führung in ihrer Arbeit und ihren Bemühungen erhalten.
Nach der Eonischen Doktrin wird das allmähliche Erwachen und Vervollkommnen der menschlichen Persönlichkeiten die Zusammensetzung einer menschlichen Gesamtheit (Gesellschaften, Nationen, Rassen, Menschlichkeit usw.) zur Folge haben, die nicht allerlei von Individuen, sondern eine höhere Existenz mit einem einheitlichen Bewusstsein und einer einheitlichen Handlung innerhalb der Schöpfung sein wird. Diese vereinte Menschheit als eine einheitliche, überlegene und überbewusste Einheit repräsentiert das Endziel der menschlichen Evolution auf diesem Planeten (und auch anderswo).
Der O.L.A. etablierte sich von seinen Gründern, um die Eonische Tradition zu verkünden, und wies :
1) die Menschen hin: auf die Entwicklung einer freien und unabhängigen Persönlichkeit
2) die menschliche Gesamtheit hin: auf ihre Wiedergeburt durch Liebe und Gegenseitigkeit und
3) die vereinigte Menschheit hin: auf ihre Rückkehr zu ihrer Anfangsquelle.

## Bibliografie
- Enzyklopädie Papyrus Larousse / Britannica, Artikel "Orden der Lilie und des Adlers", S. 279–280
- Enzyklopädie Papyrus Larousse / Britannica, Artikel "Semelas Demetrius", Band 53, S. 315
- Revue de l’O.M.T., Janvier 1996, no 4, p. 35–38
- EON Revue Initiatique,1/12/1920 -Janvier 1923, ed. D. Semelas, Paris, imprim. M. Cahen,17 rue Poissoniere
- La Mediterranee Orientale, revue bi-mensuelle, 21/4/1917-30/12/1918, ed. D.P.Semelas, Paris, impr. Driary-Cahen.
- Spyros V., The Martinism of Semelas, Bekanntmachung in der 20. Internationalen Konferenz für Martinistische Studien G.E.I.M.M.E., in Segovia in Spanien, 25.–28. November 2011